# Aphyocharax
Aphyocharax – rodzaj słodkowodnych ryb z rodziny kąsaczowatych (Characidae). Niektóre gatunki są hodowane w akwariach.

## Występowanie
Ameryka Południowa, dorzecze rzek: Amazonka, Essequibo, Orinoko, Paragwaj i Parana.

## Klasyfikacja
Gatunki zaliczane do tego rodzaju:
- Aphyocharax agassizii
- Aphyocharax alburnus – żwawik srebrzysty[3]
- Aphyocharax anisitsi – żwawik czerwieniak[3], żwawik czerwony[4]
- Aphyocharax colifax
- Aphyocharax dentatus
- Aphyocharax erythrurus
- Aphyocharax gracilis
- Aphyocharax nattereri – żwawik paragwajski[5]
- Aphyocharax pusillus
- Aphyocharax rathbuni – żwawik Rathbuniego[4]
- Aphyocharax yekwanae

Gatunkiem typowym jest Aphyocharax pusillus.